# Orgyia calabra
Orgyia calabra är en fjärilsart som beskrevs av Stauder. 1916. Orgyia calabra ingår i släktet fjädertofsspinnare, och familjen tofsspinnare. Inga underarter finns listade i Catalogue of Life.